# نجلاء آتش
نجلاء آتش (بالتركية: Nejla Ateş)‏ وهي راقصة شرقية وممثلة تركية رومانية تعود أصولها إلى تتار القرم ولدت في يوم 7 مارس 1932 في مدينة كونستانتسا في رومانيا، تعلمت الرقص في تركيا وثم سافرت إلى الولايات المتحدة وهناك مثلت في فلم الملك ريتشارد والصليبيين في سنة 1954 و فلم إبن سندباد في سنة 1955، توفيت نجلا في 2005 في إسطنبول في تركيا.

## روابط خارجية
- نجلاء آتش على موقع IMDb (الإنجليزية)
- نجلاء آتش على موقع ميوزك برينز (الإنجليزية)
- نجلاء آتش على موقع ديسكوغز (الإنجليزية)
- نجلاء آتش على موقع قاعدة بيانات الفيلم (الإنجليزية)